# Friedrich Immisch

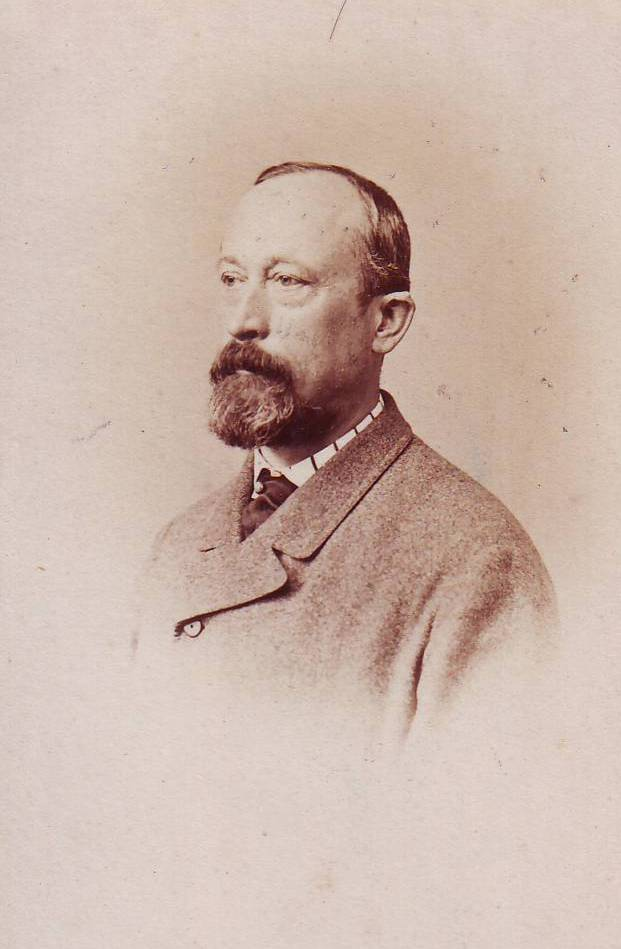
Friedrich Immisch

Friedrich Immisch (* 27. April 1826 in Zwickau; † 22. Februar 1892 in Heidelberg) war ein deutscher Paukarzt. 

## Leben
Friedrich Immisch begann Mitte der 1840er Jahre an der Universität Jena Medizin zu studieren. In dieser Zeit war er als älterer Medizinstudent Paukarzt des Corps Guestphalia Jena. Er selbst war nicht aktiv, trug aber auf die Farben der Guestphalia eine Pistolenmensur aus. 1849 wurde ihm das Band der Guestphalia dediziert. Noch in Jena experimentierte er nach einem Mensurunfall mit der Konstruktion einer eisernen Paukbrille zum Schutz der Augen auf der Mensur, die dort aber als noch nicht ausgereift keine Akzeptanz fand.
Zur Fortsetzung seiner Studien und Vorbereitung auf das Examen wechselte er 1849 an die Ruprecht-Karls-Universität Heidelberg. Der Heidelberger Senioren-Convent suchte gerade einen neuen Paukarzt und so ließ Immisch sich auch hier anstellen. Das Medizinstudium beendete er ohne Abschluss oder Promotion. Über 36 Jahre betreute er die fünf Corps und zwei Burschenschaften Heidelbergs bei insgesamt über 12.000 Mensuren. Dabei soll er über 30.000 Nadeln gesetzt haben. Dabei muss berücksichtigt werden, dass er Verfahren zur Wundversorgung entwickelte, die ganz oder teilweise ohne das Setzen von Nadelstichen auskamen. So befestigte er Fäden an den Haaren in Wundnähe und verknotete sie, so dass er die Wunde zusammenziehen konnte. Teilweise verknotete er die Haare direkt. Das hatte den Vorteil, dass das Wundsekret besser abfließen konnte, was bei dem damaligen Stand der Antisepsis und Asepsis einen Vorteil darstellte. In Heidelberg setzte er auch seine Versuche mit der Paukbrille fort, die sich dann bis Mitte der 1850er Jahre im ganzen deutschsprachigen Raum durchsetzte.
Immisch heiratete im Jahre 1864 Klara Ditteney, die Tochter des Besitzers des Lokals „in der Hirschgasse“, in dem für viele Jahrzehnte bis weit ins 20. Jahrhundert hinein die Mensuren der Heidelberger Verbindungen stattfanden.
Der amerikanische Schriftsteller und Satiriker Mark Twain besuchte im Sommer 1878 für mehrere Monate Heidelberg, verkehrte dort mit den einheimischen Corps und nahm auch an einem Pauktag teil, den er detailliert in seinem Werk A Tramp Abroad (deutsch „Bummel durch Europa“, Originalausgabe London 1880) schilderte. Hier erwähnte er auch den gray-haired surgeon („grauhaarigen Wundarzt“), der die verletzten Paukanten mit einem Schwamm untersuchte und hinterher medizinisch versorgte. Sein Illustrator Walter Francis Brown fertigte das Porträt The Old Surgeon („Der alte Wundarzt“) als Illustration für das Buch an.
Als Praktiker der alten Schule genoss Immisch bei den Verbindungsstudenten in Heidelberg hohes Ansehen. Allerdings bewirkte seine praktische Erfahrung eine gewisse Ablehnung neuer Erkenntnisse und Verfahren, besonders auf dem Gebiet der Vermeidung von Wundinfektionen, die damals eine große Gefahr für die Fechtenden darstellten. Als im Wintersemester 1884/85 alle von ihm betreuten Paukanten an Wundrose erkrankten, war das Vertrauen in den großen Praktiker dahin und die Corps pensionierten ihn ein Jahr später. Einige Semester später quittierte er auch den Dienst bei den Burschenschaften.

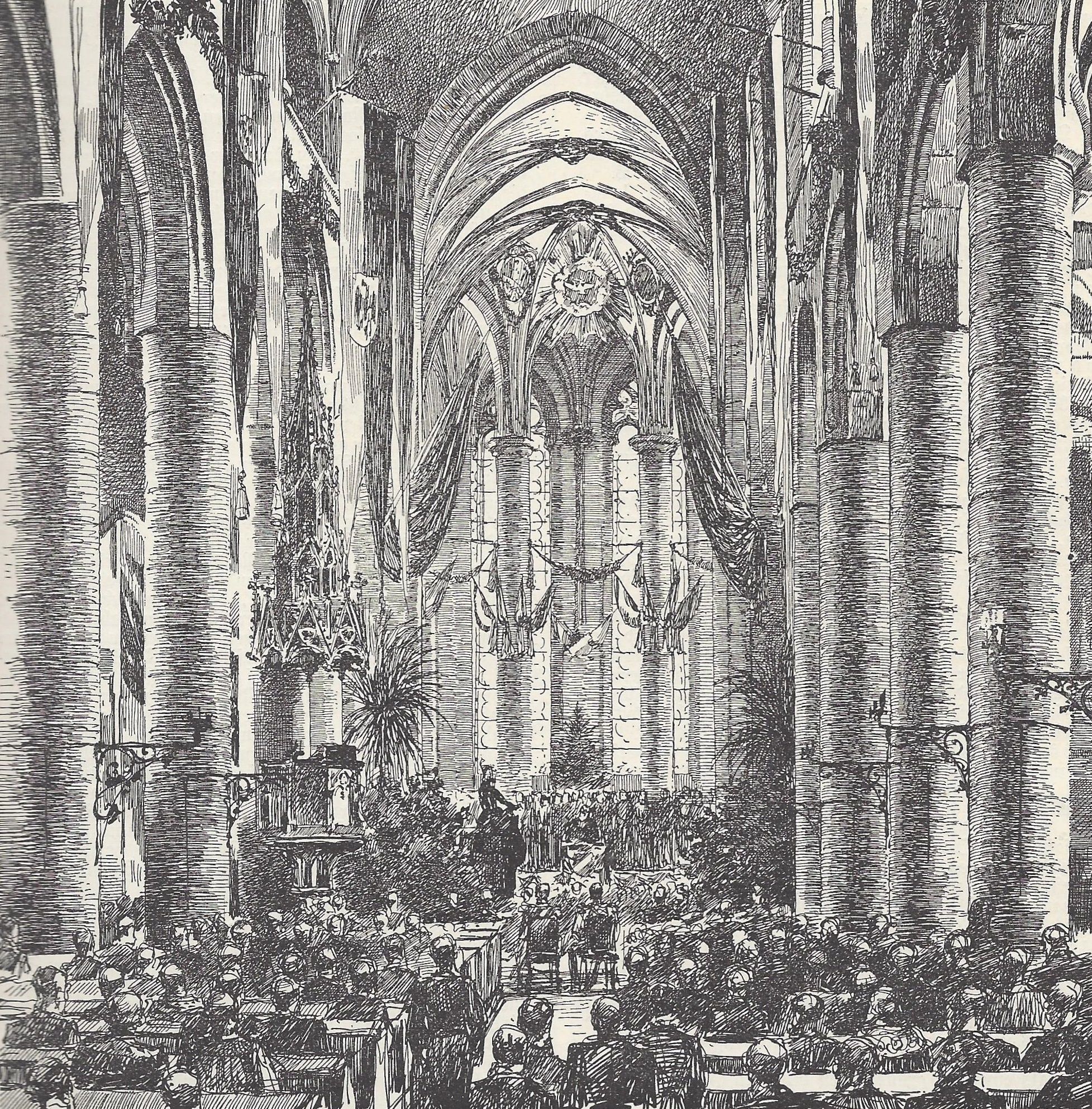
Ehrenpromotionen in Heidelberg (1886)

Die Corps setzten sich dafür ein, dass Friedrich Immisch anlässlich der 500-Jahr-Feier der Universität Heidelberg im Jahre 1886 wegen seiner Verdienste der Titel „Dr. med.“ verliehen wurde. Von den Corps und den Burschenschaften Heidelbergs bezog er ein jährliches Ruhegehalt. Er starb mit 65 Jahren an den Folgen eines Schlaganfalls. An seiner Beerdigung nahmen alle von ihm betreuten Korporationen mit offiziellen Delegationen teil.

## Werke
- Ueber das „Pauken“ und die bei der Behandlung der „Schmisse“ eintretenden sowie die schnelle Heilung der Wunden hindernden Störungen. Heidelberg 1885.